# Курка (приток Нерли)
Курка — река в России, протекает по Ивановской области. Устье реки находится в 81 км по правому берегу реки Нерль. Исток в 1,5 км северо-западнее населённого пункта Шухра Шекшовского сельского поселения Гаврилово-Посадского района Ивановской области. Длина реки составляет 13 км. Не судоходна.
Имеет безымянные левые и правые притоки.
Вдоль русла реки населённых пунктов нет.

## Данные водного реестра
По данным государственного водного реестра России относится к Окскому бассейновому округу, водохозяйственный участок реки — Нерль от истока и до устья, речной подбассейн реки — бассейны притоков Оки от Мокши до впадения в Волгу. Речной бассейн реки — Ока.
Код объекта в государственном водном реестре — 09010300812110000032593.